# Vega (Schiff, 1873)
Die Vega war ein Auxiliarsegler des schwedischen Polarforschers Adolf Erik Nordenskiöld. Mit diesem Schiff gelang die erstmalige Befahrung der Nordostpassage.

## Die Vega

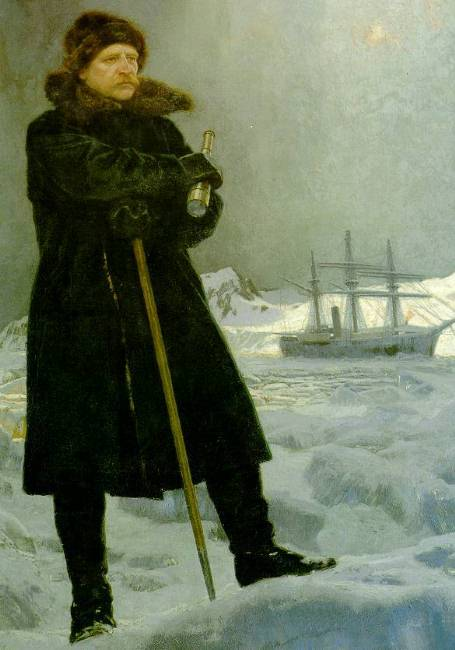
Adolf Erik Nordenskiöld

Die spätere Vega wurde unter dem Namen Jan Mayen als 355 Tonnen große Bark mit einer Länge von 43 m bei der Wencke-Werft in Geestemünde für C. B. Pedersen gebaut und lief im Januar 1873 vom Stapel.
Zusätzlich war sie mit einer 60 PS starken Dampfmaschine ausgestattet. Die Vega war für die Eismeerfahrt konzipiert und diente zunächst als Walfänger.
Adolf Erik Nordenskiöld und sein Kapitän Louis Palander wählten sie für die erste Befahrung der Nordostpassage von 1878 bis 1880 aus. 1879 galt sie als vermisst. Der russische Forschungsreisende Alexander Sibirjakow organisierte die Suche danach und schickte Schiffe für die begleitende Erkundung des Arktischen Ozeans. Die 1878 am Übergang des Jenisseigolfs in die zum Nordpolarmeer gehörende (südliche) Karasee von Nordenskjöl entdeckte rund 850 km2 große Insel und benannte nach Alexander Sibirjakow (Sibirjakow-Insel).
Nach Beendigung dieser langen Reise, die das Schiff ohne ernsthafte Schäden überstand, wurde sie wieder von der alten Reederei als Fischereifahrzeug vor Grönland eingesetzt. Ihr weiteres Schicksal verliert sich im Dunkeln. Auf ihrer letzten Fahrt wurde sie in der Melville Bay vom Eis eingeschlossen und sank am 31. Mai des Jahres 1903.
Die Vega hatte zudem ein Schwesterschiff, die ein Jahr zuvor gebaute Groenland der Deutschen Polar-Schifffahrts-Gesellschaft, mit dem unter dem Kommando des späteren Polarforschers Eduard Dallmann während einer Fangreise 1874 im Südpazifik unter anderem die Bismarck-Straße, der Neumayer-Kanal und die Kaiser-Wilhelm-Insel entdeckt wurden. Es diente zudem ab 1893 als Falcon dem Polarforscher Robert Edwin Peary als Expeditionsschiff.
Nach der Vega sind einige geografische Orte benannt, z. B. die Vega-Insel in der Antarktis, der Gletscher Vegafonna auf Nordostland im Spitzbergen-Archipel und der Vegasund, eine Meerenge zwischen den Inseln Traill Ø und Geographical Society Ø in Ostgrönland. Die Schwedische Gesellschaft für Anthropologie und Geographie vergibt in Erinnerung an die erstmalige Befahrung der Nordostpassage die Vega-Medaille, deren erster Träger Nordenskiöld selbst war.

## Das Vega-Monument

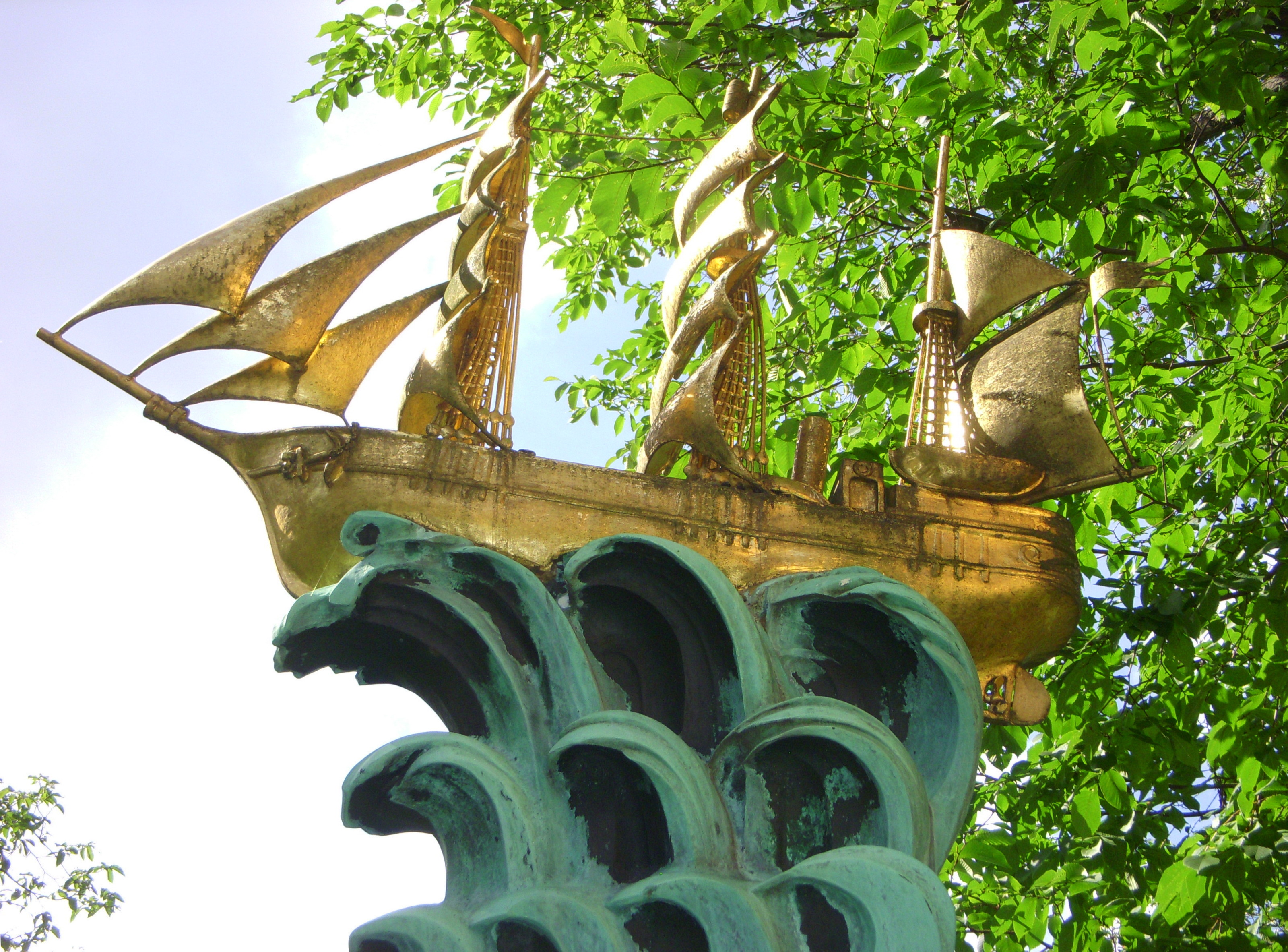
Das Vega-Monument von Ivar Johnsson

Das Vega-Monument wurde am 24. April 1930 (fünfzig Jahre nach der Rückkehr der Vega von der Nordost-Passage) vor dem Naturhistoriska riksmuseet in Stockholm, Frescativägen 40, Frescati aufgestellt. Es ist ein Werk von Ivar Johnsson (1885–1970) und zeigt einen schwarzen Granitblock mit der kupfernen Vega.

## Zitat

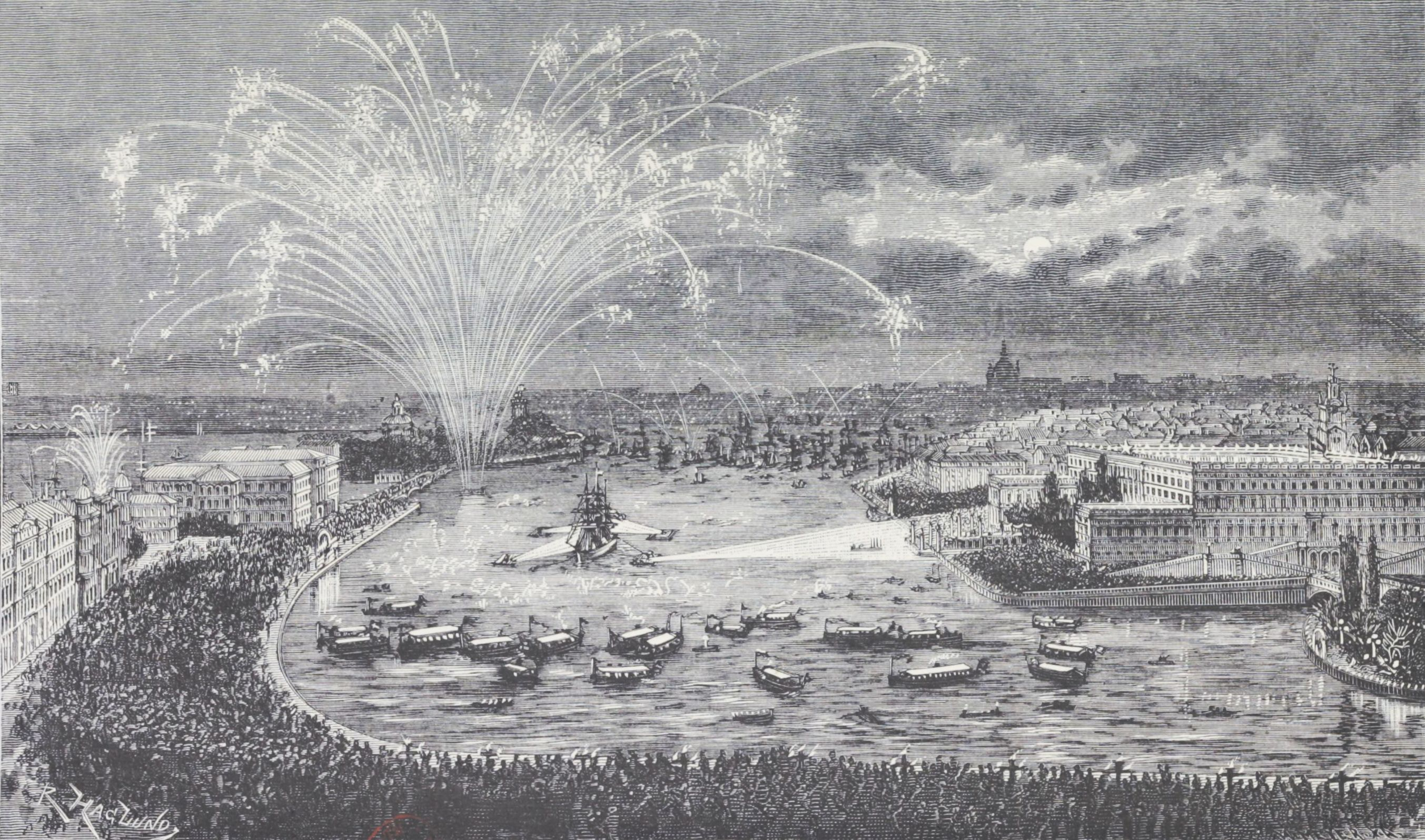
Die Ankunft der Vega in Stockholm am 24. April 1880

Mit 15 Jahren erlebte Sven Hedin die triumphale Rückkehr des schwedischen Polarforschers Adolf Erik Nordenskiöld mit der Vega nach der erstmaligen Befahrung der Nordostpassage. Er beschreibt das in seinem Buch Mein Leben als Entdecker folgendermaßen:
Am 24. April 1880 lief die Vega in Stockholms Ström ein. Die ganze Stadt war illuminiert. Die Häuser rings um den Hafen flammten im Schein unzähliger Lampen und Fackeln. Auf dem Schloss leuchtete in Gasflammen das Sternbild der Vega. Mitten in diesem Lichtermeer glitt das berühmte Schiff in den Hafen. Mit meinen Eltern und Geschwistern stand ich auf den Bergen von Södermalm, von wo wir eine beherrschende Aussicht hatten. Größte Spannung hatte mich erfasst. Mein ganzes Leben lang werde ich an diesen Tag zurückdenken, er wurde entscheidend für meinen künftigen Weg. Von Kais, Straßen, Fenstern und Dächern dröhnte donnernder Jubel. „So will ich einst heimkommen“, dachte ich.

### Historische Bilder
- Die Vega während der Überwinterung 1879 im Eis.
- Winterquartier der Vega 1879
- Das Buch: Die Fahrt der Vega

1. ↑  Achtung: Die Datenbasis hat sich geändert; bitte Ergebnis überprüfen und SBB=1 setzen